# 多明戈斯馬丁斯

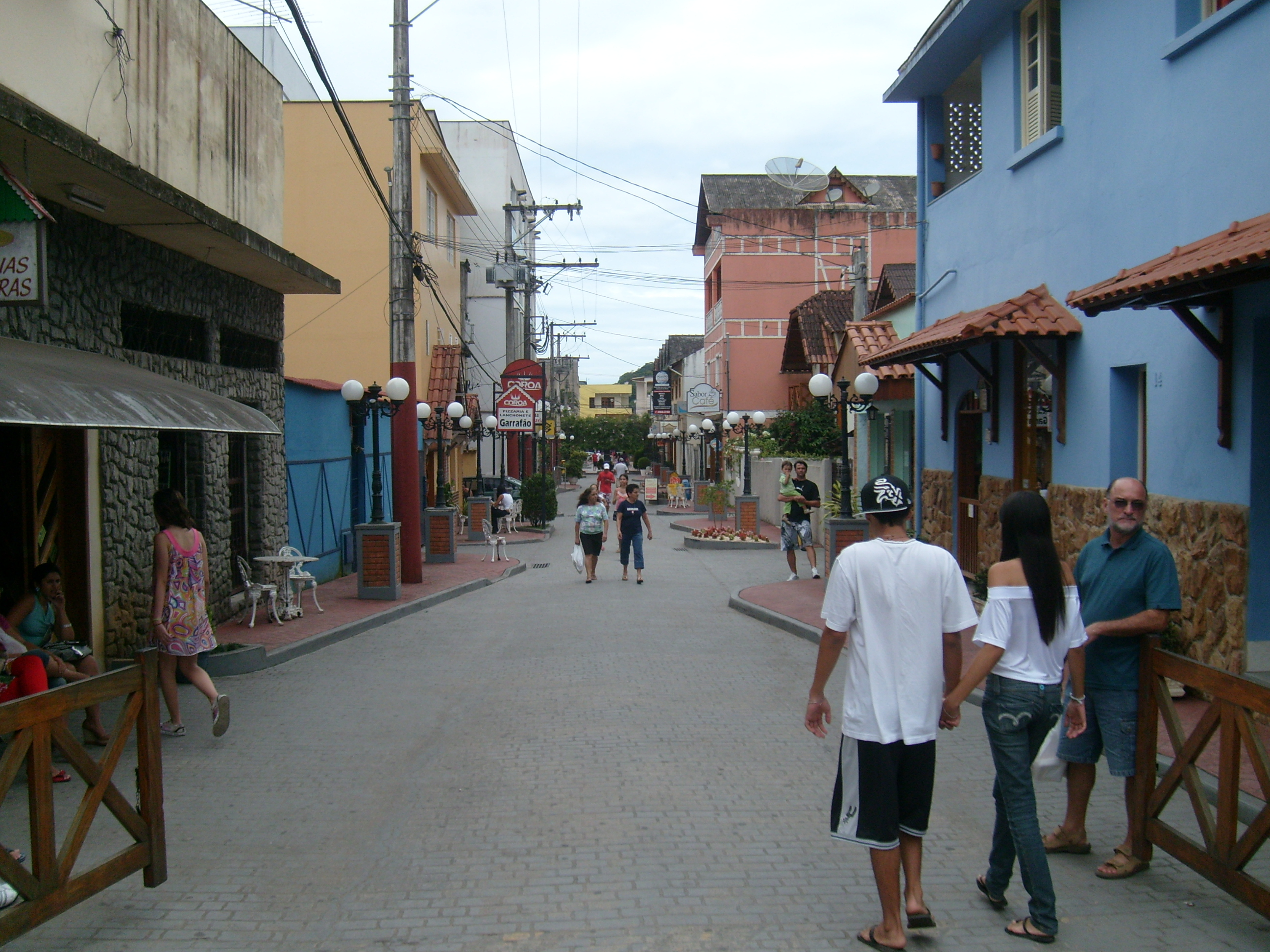
多明戈斯馬丁斯

20°21′46″S 40°39′32″W / 20.36278°S 40.65889°W
多明戈斯馬丁斯（葡萄牙語：Domingos Martins），是巴西的城鎮，位於該國東南部，由聖埃斯皮里圖州負責管轄，始建於1876年10月20日，面積1,225平方公里，海拔高度542米，2007年人口32,304，人口密度每平方公里26.4人。